# Impiegato del mese
Impiegato del mese (Employee of the Month) è un film del 2006 diretto da Greg Coolidge, scritto da Don Calame, Chris Conroy e lo stesso Coolidge, e che vede come protagonisti Dane Cook, Jessica Simpson e Dax Shepard. La trama ruota attorno a due impiegati, impersonati da Cook e Shepard, che competono per guadagnarsi le simpatie della loro nuova collega, impersonata dalla Simpson.
Il film è stato girato principalmente presso il Costco di Albuquerque, in Nuovo Messico, e ha avuto il suo debutto nei cinema il 6 ottobre 2006.

## Trama
Zack Bradley (Dane Cook), ex proprietario di una start up online, lavora da anni come inscatolatore nel supermercato di merce all'ingrosso Super Club dove trascorre la maggior parte del tempo oziando assieme ai suoi colleghi e amici Lon Neilson (Andy Dick), Iqbal Raji (Brian George) e Russell Porpis-Gunders (Harland Williams). Tra i colleghi di Zack, ragazzo dalle maniere spicce ma molto benvoluto, spicca Vince Downey (Dax Shepard), un cassiere egoista e arrogante, soprattutto nei confronti del suo inscatolatore, Jorge Mecico (Efren Ramirez), che in cambio lo idolatra, odiato dalla maggior parte dei colleghi e vincitore del titolo di "impiegato del mese" per ben diciassette mesi di fila. Un giorno, arriva nel supermercato una nuova cassiera, Amy Renfro (Jessica Simpson), che fa subito invaghire di sé sia Zack che Vince. Quando viene a sapere che Amy ha la fama di andare a letto con l'"impiegato del mese", come accaduto nell'ultimo Super Club in cui ha lavorato, Zack decide di vincere il titolo. Per riuscirci, però, il ragazzo dovrà cambiare stile di vita, iniziando a darsi da fare e a lavorare sul serio.
Sebbene le cose all'inizio non sembrino andare nel migliore dei modi e Vince risulti essere ogni giorno il miglior impiegato del giorno (cosa che viene certificata dalla consegna di una stellina dorata), con il tempo e grazie al supporto dell'amico Iqbal, Zack arriva a vincere la sua prima stellina e a ottenere un invito a cena da Amy, la quale nel frattempo aveva già liquidato Vince. Inizia così una vera e propria guerra senza esclusione di colpi tra Zack e Vince, il quale punta anche a vincere l'automobile messa in palio che riesca a vincere il titolo di "impiegato del mese" per diciotto mesi di fila, che non esita ad entrare di soppiatto in casa di Zack per mettere indietro tutti gli orologi e fare arrivare in ritardo al lavoro il rivale (cosa che avrebbe come conseguenza la perdita di ogni possibilità di ottenere l'agognato titolo). Zack viene in questa occasione salvato dall'intervento di Iqbal, a cui in cambio promette di coprire il suo turno in occasione della partita del figlio a cui Iqbal non può non presenziare.
Costretto, per far bella figura con i suoi superiori, a prendere parte ad una partita di softball che vede impegnata la squadra del Super Club contro quella dei rivali del Maxi Mart, Zack non riesce però a mantenere la promessa fatta a Iqbal e ne lascia il turno scoperto. Sfortunatamente, la mancanza di Iqbal viene quindi scoperta, e l'uomo viene licenziato. In conseguenza a questo, Zack viene abbandonato dai suoi amici i quali lo accusano di essere diventato come Vince e gli rinfacciano che il solo motivo per cui vuole diventare "impiegato del mese" è quello di portarsi a letto Amy. Sfortunatamente la stessa Amy assiste alla conversazione e, offesa, decide di troncare ogni rapporto con Zack dopo avergli detto che lei, nel suo ultimo lavoro, era stata con l'impiegato del mese solo perché questi era già il suo ragazzo, cosa che non era scritto nel profilo personale di Amy consultato dagli amici di Zack.
Alla fine del mese, Zack e Vince si ritrovano alla pari, con quindici stelline dorate a testa. La direzione decide così di ricorrere ad uno spareggio, una sfida tra Vince e Zack, nel frattempo promosso a cassiere, a chi riuscirà per primo a conteggiare un carrello pieno di merce. Prima della sfida, Zack ha una conversazione con Amy in cui la ringrazia per averlo fatto tornare il ragazzo intraprendente di una volta, quando era un imprenditore che aveva ancora fiducia in sé stesso e non un semplice inscatolatore. La sfida viene infine vinta di Vince, ma, durante la cerimonia di premiazione, Semi (Marcello Thedford), una guardia di sicurezza, svela a tutti quanti che Vince ha barato durante la gara, facendo passare oggetti senza contabilizzarli alla cassa, cosa peraltro successa più volte durante tutto l'anno.
Vince viene quindi licenziato, finendo poi a lavorare per Maxi Mart e agli arresti domiciliari, e il titolo di "impiegato del mese" viene assegnato Zack, che riesce anche a ottenere il perdono di Amy e a mettersi con lei.

## Accoglienza
Costato 12 milioni di dollari, il film, distribuito dalla Lions Gate Entertainment, si è ripagato già nel suo weekend di uscita, il 6 ottobre 2006, incassando 12 milioni di dollari e debuttando al quarto posto. In totale, gli incassi sono arrivati a poco più di 28 milioni di dollari nei soli Stati Uniti d'America e a 34 milioni di dollari in tutto il mondo.

## Critica
Il film ha ricevuto critiche generalmente negative. Il sito Rotten Tomatoes ha riportato 71 critiche "rotten" e soltanto 18 critiche "fresh", l'opinione generale è che: "Impiegato del mese vede performance mediocri, poche risate, e la mancanza di un piglio satirico".
Non sono comunque mancati i responsi positivi, come quello di 
Robert Koehler, critico di Variety, e di TV Guide, che lo ha elencato come "uno dei migliori lavori di Dane Cook".
L'opinione generale tra critica e spettatori è che il film "non vale il prezzo del biglietto al cinema, ma merita di essere visto per la prima volta sul divano di casa".
Jessica Simpson è stata nominata ai Razzie Award nella categoria "peggior attrice" ma ha perso, essendole stata preferita Sharon Stone per la sua interpretazione in Basic Instinct 2.